# Anthyllis tejedensis
Anthyllis tejedensis är en ärtväxtart som beskrevs av Pierre Edmond Boissier. Anthyllis tejedensis ingår i släktet getväpplingar, och familjen ärtväxter. Inga underarter finns listade i Catalogue of Life.

## Bildgalleri

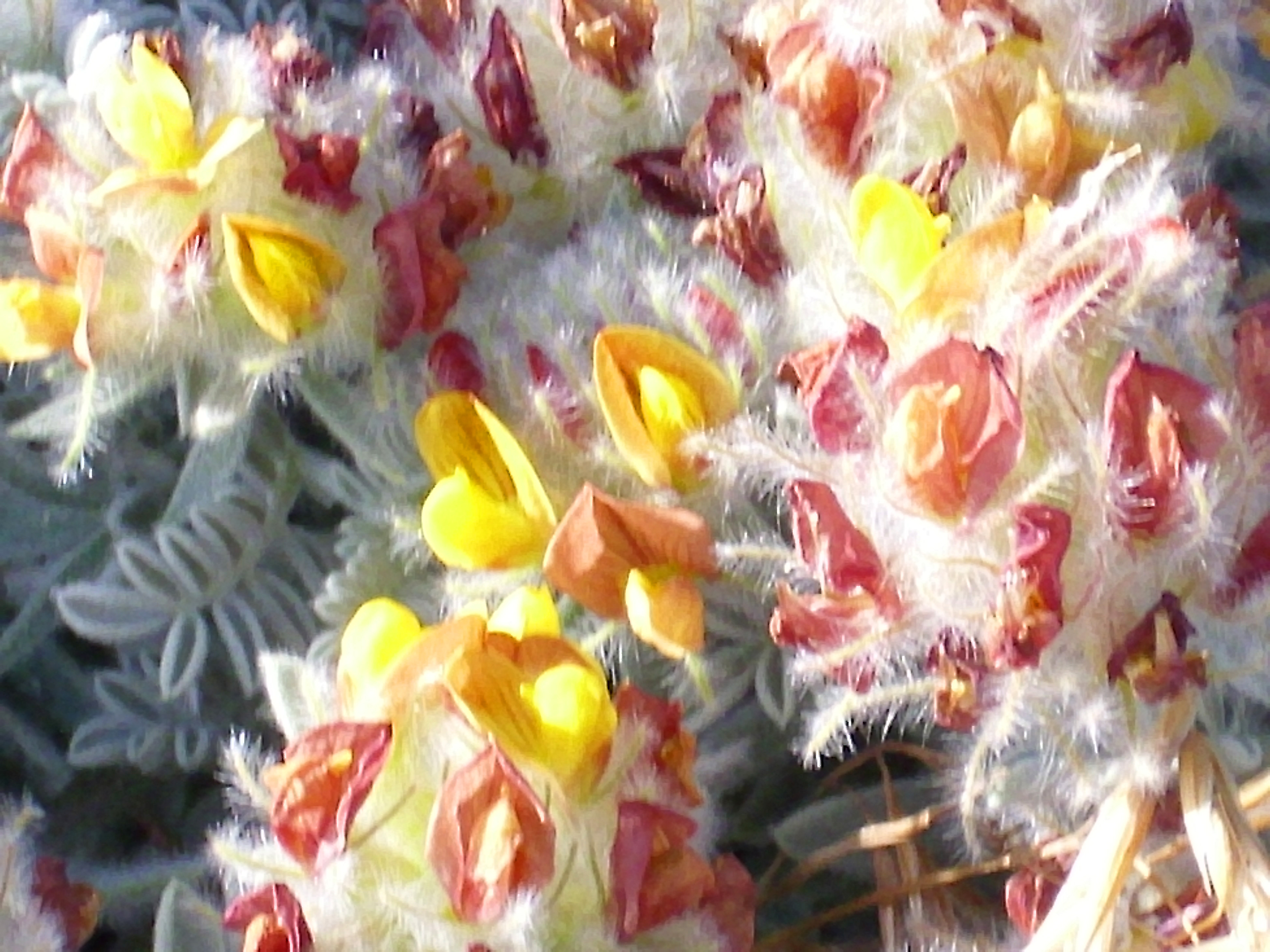